# Saint-Cirgue
Saint-Cirgue é uma comuna francesa na região administrativa da Occitânia, no departamento de Tarn. Estende-se por uma área de 18.7 km², e possui 209 habitantes, segundo o censo de 2018, com uma densidade de 11 hab/km².